# Браун, Бобби (музыкант)
Ро́берт Ба́рисфорд Бра́ун (англ. Robert Barisford Brown, более известный как Бо́бби Бра́ун; 5 февраля 1969, Роксбери, Бостон) — американский R&B-исполнитель, автор песен, рэпер, танцор и актёр. В 1987 году, после участия в успешной группе New Edition, Браун начал сольную карьеру и записал ряд хитов, а также стал лауреатом премии «Грэмми». Он считается первопроходцем жанра «нью-джек-свинг». Его второй альбом, «Don’t Be Cruel», включал огромное количество хитов, в том числе песню «My Prerogative». Бывший муж певицы Уитни Хьюстон. Он также снимался в реалити-шоу «Быть Бобби Брауном» (англ. Being Bobby Brown).

## Биография
Бобби Браун начал музыкальную карьеру как участник R&B-группы New Edition, которую он создал с другом детства Майклом Бивинсом. Он самый молодой её участник. С Брауном группа записала ряд хитов: «Candy Girl», «Cool It Now» и «Mr. Telephone Man».
В 1986 году Браун был изгнан из New Edition, из-за того что остальные участники посчитали, что их карьера встанет под угрозу из-за непристойного, переходящего все рамки приличия поведения Брауна на сцене. В течение тура All for Love, он ссорился с Ральфом Тресвантом и вмешивался в его сольные партии.
В 1996 Браун вернулся в New Edition для записи камбек-альбома Home Again. В середине тура его неординарное поведение вновь дало о себе знать. Он увеличил свой сольный сет и занимал время других участников. В одном из интервью он признался, что во время тура находился под влиянием наркотических средств. Он снова ушёл из New Edition.
Осенью 2005 года New Edition выступили на 25-летнем юбилее телеканала BET. Группа исполнила попурри из своих самых популярных песен, а Браун исполнил с группой песню «Mr. Telephone Man». Позже BET и Inside Hollywood объявили, что Браун вновь воссоединился с группой и будет участвовать в записи их следующего альбома. В январе 2006 года New Edition объявили, что группа выпустит новый альбом в 2008, тогда же отправится в тур. Бобби также выступил на концерте в Колумбии (Южная Каролина), который стал основой будущего DVD-релиза группы.

## Дискография
- Candy Girl (1983, в составе New Edition)
- New Edition (1984, в составе New Edition)
- All for Love (1985, в составе New Edition)
- King of Stage (1986)
- Don’t Be Cruel (1988)
- Bobby (1992)
- Home Again (1996, в составе New Edition)
- Forever (1997)
- The Masterpiece (2012)

## Личная жизнь
С 18 июля 1992 года по 24 апреля 2007 года был женат на певице Уитни Хьюстон. Их единственной дочерью была Бобби Кристина Хьюстон-Браун (1993—2015). После развода полное право попечительства над девочкой предоставлено матери, Браун был его лишён из-за своих проблем с законом и алкоголем как обвинённый в домашнем насилии. Вернуть право опеки через суд он так и не смог. Бобби Кристина Браун скончалась в воскресенье 26 июля 2015 года, спустя почти шесть месяцев после того как была обнаружена без сознания в ванной своего дома.
Также у Брауна есть сын Лэндон Браун (р. 1986) от Мелики Уилльямс и двое детей от Ким Уорд: ЛаПринсия Браун (р. 1990) и Роберт Барисфорд Браун-младший (26.11.1992-18.11.2020).
22 июня 2012 года Бобби Браун женился на Алисии Этеридж на Гавайях. У пары есть трое детей: сын Кассиус Браун (род.30.05.2009) и две дочери — Боди Джеймсон Рейн Браун (род.09.07.2015) и Хендрикс Эстелль Шеба Браун (род.14.07.2016).